# لاکهید دابلیوسی-۱۳۰
لاکهید دابلیوسی-۱۳۰ (به انگلیسی: Lockheed WC-130) یک هواگرد ساختِ کارخانهٔ لاکهید کورپوریشن در کشور ایالات متحده آمریکا است . نخستین استفاده‌کنندهٔ این هواگرد نیروی هوایی ایالات متحده آمریکا بوده‌است.